# Right Here Waiting
Right Here Waiting è una ballad di Richard Marx, pubblicata nel giugno del 1989 come secondo singolo estratto dal suo secondo album, Repeat Offender. La canzone si rivelò una hit, entrando nelle classifiche di tutto il mondo, inclusi gli Stati Uniti dove raggiunse il primo posto della Billboard Hot 100. Ha ottenuto la certificazione di disco di platino dalla RIAA per le vendite di oltre un milione di copie nel 1989.
Il brano venne nominato ai Grammy Awards 1990 nella categoria Miglior interpretazione vocale maschile, ma perse in favore di How Am I Supposed to Live Without You  di Michael Bolton.
Il servizio musicale Spotify ha rivelato, con un sondaggio avvenuto il giorno di San Valentino del 2013, che Right Here Waiting è la più celebre canzone d'amore presente nel suo immenso catalogo, avvicinata soltanto da I Want to Know What Love Is dei Foreigner.

## Storia
Right Here Waiting fu il secondo singolo estratto dall'album Repeat Offender, dopo Satisfied. Marx scrisse la canzone mentre si trovava in tour, come lettera d'amore per sua moglie, l'attrice Cynthia Rhodes, che era invece in Sudafrica per le riprese di un film. La canzone è suonata quasi interamente al pianoforte, con brevi interventi di chitarra acustica. Si tratta del pezzo di Richard Marx che è stato reinterpretato il maggior numero di volte nel corso degli anni.

## Successo in classifica
Right Here Waiting debuttò nella Billboard Hot 100 alla posizione numero 44 nel giugno del 1989 e, nell'agosto dello stesso anno, divenne il terzo singolo consecutivo di Marx a piazzarsi al primo posto in classifica negli Stati Uniti. La canzone rimase in vetta alla classifica per tre settimane consecutive, davanti a Cold Hearted di Paula Abdul. Fu inoltre il primo di una serie di singoli di Marx a raggiungere la cima della Hot Adult Contemporary Tracks. Certificato disco di platino negli Stati Uniti nell'ottobre del 1989, Right Here Waiting è tuttora il singolo più venduto della carriera di Marx. È anche quello più duraturo nelle classifica, essendosi piazzato nella top 15 della Hot Adult Contemporary Tracks per quattro anni consecutivi (dal 2000–2003), a più di dieci anni di distanza dalla sua pubblicazione originaria. Nel Regno Unito, il singolo raggiunse il secondo posto in classifica, diventando l'unico brano di Richard Marx capace di entrare nella top 5 locale insieme a Hazard (che arrivò al terzo posto nel 1992).

## Video musicale
Il video musicale mostra Richard Marx mentre canta seduto al pianoforte in un palazzetto vuoto prima di un suo concerto, alternato a immagini che mostrano le difficoltà di una vita perennemente on the road e lontani da ciò che si ama, in linea con quanto descritto nel testo del brano.

## Tracce
7" Capitol 20-3475-7
1. Right Here Waiting – 4:24
2. Wait for the Sunrise – 4:13

12" Capitol 20-3475-3
1. Right Here Waiting – 4:24
2. Wait for the Sunrise – 4:13
3. Hold On to the Nights (Live) – 4:48

CD-Maxi EMI CDMT 72
1. Right Here Waiting – 4:24
2. Hold On to the Nights (Live) – 4:48
3. That Was Lulu – 3:58
4. Wild Life – 4:98

MC Capitol 4JM-50219
1. Right Here Waiting (versione radiofonica) – 4:08
2. Wait for the Sunrise – 4:13

## Formazione
- Richard Marx – voce, pianoforte
- Bruce Gaitsch – chitarra acustica
- Jeffrey (C.J.) Vanston – tastiere

## Classifiche

### Classifiche settimanali
| Classifica (1989)                | Posizione massima |
| -------------------------------- | ----------------- |
| Australia                        | 1                 |
| Austria                          | 19                |
| Belgio (Fiandre)                 | 3                 |
| Canada                           | 1                 |
| Francia                          | 17                |
| Germania                         | 12                |
| Irlanda                          | 1                 |
| Italia                           | 48                |
| Norvegia                         | 4                 |
| Nuova Zelanda                    | 1                 |
| Paesi Bassi                      | 4                 |
| Regno Unito                      | 2                 |
| Spagna                           | 17                |
| Stati Uniti                      | 1                 |
| Stati Uniti (adult contemporary) | 1                 |
| Svezia                           | 7                 |
| Svizzera                         | 6                 |

### Classifiche di fine anno
| Classifica (1989) | Posizione |
| ----------------- | --------- |
| Australia         | 14        |
| Belgio (Fiandre)  | 13        |
| Canada            | 2         |
| Nuova Zelanda     | 35        |
| Paesi Bassi       | 23        |
| Stati Uniti       | 11        |

## Cover

### Versione di Monica
La cover più famosa di Right Here Waiting è quella registrata dalla cantante statunitense Monica in stile R&B, con la collaborazione del gruppo 112.
La versione di Monica venne pubblicata come ultimo singolo estratto dall'album The Boy Is Mine nel dicembre del 1999. Il singolo venne distribuito esclusivamente negli Stati Uniti.

#### Classifiche
| Classifica (1999) | Posizione massima |
| ----------------- | ----------------- |
| Stati Uniti       | 101               |

### Altre versioni
- Nel 1990, gli Shadows realizzarono una cover strumentale della canzone per il loro album Reflection.
  - Nello stesso anno venne cantata dall'allora quattordicenne JC Chasez (divenuto poi famoso come membro degli 'N Sync) per un'audizione al programma televisivo The Mickey Mouse Club.
- Negli anni novanta, il cantonese Kenny Bee realizzò una cover con il titolo "紅葉斜落我心寂寞時" che tradotto sarebbe "Le foglie d'acero che cadono rispecchiano la solitudine del mio cuore".
- Nel 1995. il cantante olandese Rob de Nijs registrò la sua versione come Waarheen, con un nuovo testo molto simile all'originale.
- Nel 1996 José Feliciano pubblica una cover in spagnolo dal titolo " Te esperaré" nell'album " Americano", in precedenza nel 1995 ne aveva registrata una versione in inglese nell'album "Present Tense"
- Nel 2000, i Portrait la inserirono nel loro Greatest Hits.
- Nel 2000, la cantautrice italiana Paola Turci inserì una cover in italiano della canzone intitolata Io scrivo, canto e vivo per te nel suo ottavo album Mi basta il paradiso.
- Nel 2001, Cliff Richard la inserì nel suo album di cover Wanted.
- Nel 2002, anche Bonnie Tyler realizzò una cover per il suo album Heart Strings.
- Nel 2004, Donny Osmond incluse una cover della canzone nel suo album What I Meant To Say.
- Nel 2005, un concorrente di American Idol, William Hung registrò una cover per il suo album Miracle: Happy Summer from William Hung.
  - Nello stesso anno un'altra cover fu introdotta nell'album di Matt Tyler, Love Songs.
  - Inoltre CJ Crew & DJ Kambel realizzarono una versione remix del brano introdotta nella Dancemania Compilation Covers 01.
- Nel 2006, Clay Aiken inserì la sua cover nell'album A Thousand Different Ways.
  - Nello stesso anno Julio Iglesias registrò una cover per il suo album Romantic Classics.
- Nel 2007, Shaun Rogerson realizzò la sua versione per il suo album di debutto Shaun dopo averla cantata durante l'audizione per la terza stagione di X Factor in Inghilterra.
  - Lemon Ice inserì la sua cover nell'album One.
  - Il filippino Martin Nievera registrò la sua versione per l'album Milestones.
- Nel 2008, il cantante statunitense Alexander O'Neal incluse una cover della canzone nell'album Alex Loves.
  - John Barrowman registrò una cover per il suo album Music Music Music.
  - Gli Ultrabeat realizzarono una cover per l'album Discolights: The Album.
  - Barry Manilow inserì una cover della canzone nel suo album The Greatest Songs of the Eighties.
  - I Downline realizzarono una cover in stile rock inserita nell'album A Matter of Time.
- Nel 2009, una cover della canzone fu introdotta nell'album Who Speaks for Planet Earth dei And Then There Were None.
  - Il filippino Kris Lawrence registrò una cover per il suo album Moments Of Love, con la collaborazione di Jay-R.
  - La filippina Sarah Geronimo registrò una cover per il suo album Music and Me.
- Nel 2010, Jason Donovan realizzò la sua versione della canzone per il suo album di cover anni ottanta Soundtrack of the 80s.